# Parc national de Van Vihar
Le parc national de Van Vihar est situé dans l'État du Madhya Pradesh en Inde.